# 哈索·冯·伯默尔

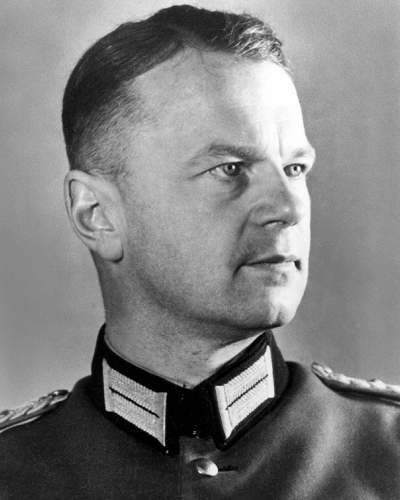
哈索·冯·伯默尔

哈索·冯·伯默尔（1904年8月9日 - 1945年3月5日）是一位德军军官，曾在总参谋部任職，参加过7月20日密谋案。
伯默尔曾服役于国防军陆军第9步兵团，该部队有很多军官后来都参加了反纳粹政变，其中就包括亨宁·冯·特雷斯科、弗里茨-迪特洛夫·冯·德·舒伦堡，该部队里参与反阿道夫·希特勒密谋的军官在整个德意志國防軍中人数最多。
伯默尔是被特雷斯科拉拢进密谋集团的。7月20日密谋案失敗後伯默尔被捕，他後來被关进萨克森豪森集中营。
1945年3月5日，人民法院以伯默尔参与7月20日政变为由判处他死刑，他于同日在柏林普勒岑湖監獄被处以绞刑。